# Staré Sedliště
Staré Sedliště é uma comuna checa localizada na região de Plzeň, distrito de Tachov.